# Gurania lobata
Gurania lobata är en gurkväxtart som först beskrevs av Carl von Linné, och fick sitt nu gällande namn av J.F. Pruski. Gurania lobata ingår i släktet Gurania och familjen gurkväxter. Inga underarter finns listade i Catalogue of Life.